# 大舌薹草
大舌薹草（学名：Carex grandiligulata）是莎草科薹草属的植物，是中国的特有植物。分布于中国大陆的陕西、四川、湖北等地，生长于海拔1,600米至1,800米的地区，一般生于疏林下及岩石上，目前尚未由人工引种栽培。